# 이리히가시다니촌
이리히가시다니촌(入東谷村)은 니가타현 고시군에 있던 촌이다. 

## 역사
- 1889년 4월 1일 - 정촌제 시행에 수반해 고시군 이리히가시다니촌이 성립하였다.
- 1955년 3월 31일 - 도치오시에 편입되어 소멸하였다.

## 참고문헌
- 『市町村名変遷辞典』東京堂出版、1990年。